# Административное деление Барнаула

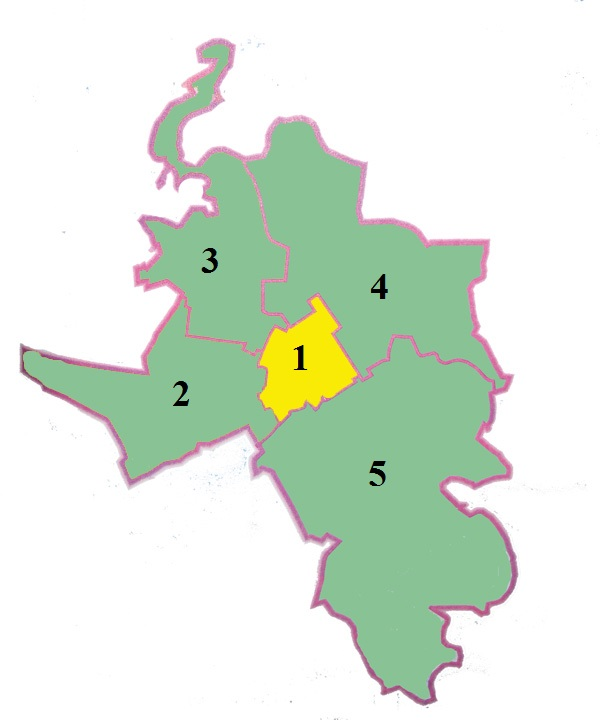
Районы Барнаула:
1. Железнодорожный,
2. Индустриальный,
3. Ленинский,
4. Октябрьский,
5. Центральный

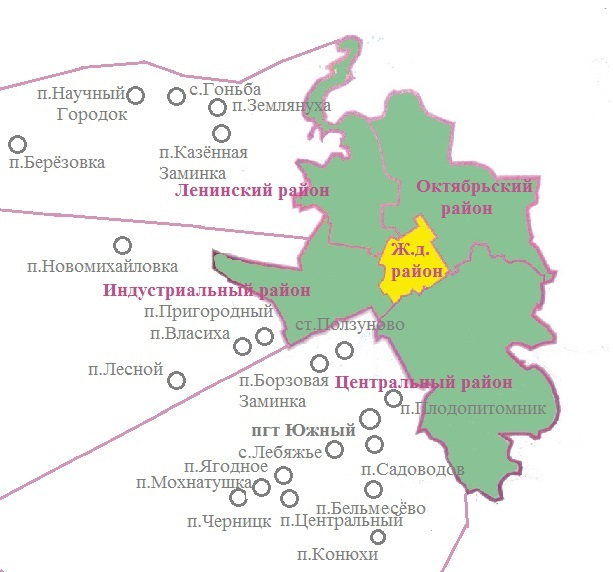
Районы Барнаула с подчинёнными населёнными пунктами (образующими городской округ)

Город Барнаул, административный центр Алтайского края России, разделён на 5 внутригородских районов (районов в городе).
В рамках административно-территориального устройства края, Барнаул является городом краевого значения, районам которого подчинены 25 населённых пунктов; в рамках муниципального устройства он образует муниципальное образование  город Барнаул  со статусом городского округа, в состав которого входят 26 населённых пунктов (1 город, 1 посёлок городского типа и 24 сельских населённых пункта).
Районы города не являются муниципальными образованиями.

## Районы
| №        | Район             | Площадь, км² | Население, чел. (2021) | Код ОКАТО  |
| -------- | ----------------- | ------------ | ---------------------- | ---------- |
| 1        | Железнодорожный   |              | ↘103 641               | 01 401 363 |
| 2        | Индустриальный    |              | ↗228 897               | 01 401 364 |
| 3        | Ленинский         |              | ↘125 377               | 01 401 365 |
| 4        | Октябрьский       |              | ↘87 925                | 01 401 367 |
| 5        | Центральный       |              | ↘85 037                | 01 401 370 |
| 5.000001 | итого, г. Барнаул |              | ↗621 598               | 01 401     |

## Микрорайоны
- Авиатор,
- АЗА,
- СНТ Аэрофлот,
- Балтийская крепость,
- СНТ Барнаульское,
- ДНТ Берёзовая Роща,
- Ближние Черёмушки,
- ВРЗ,
- Водник,
- Восточный,
- СНТ Восход,
- Времена года,
- Газобетонный,
- Гоньбинка,
- Гора,
- Дальние Черёмушки,
- СНТ Декоратор,
- Докучаево,
- ТОС Докучаевский (Яма),
- СНТ Дружба,
- Дружный,
- Ерестной,
- Жилплощадка,
- Инициативный,
- Запад-1,
- Западный,
- СНТ Зелёный клин,
- Кирзавод,
- СНТ Колос,
- СТ Кораблик,
- посёлок Ильича,
- посёлок Кирова (Булыгино),
- Куета,
- Ленинградский,
- СНТ Лесное,
- Лазурный,
- Лазурный-2,
- Магистральный,
- Мастерские,
- СНТ Междуречье (Зимовка),
- СНТ Мелиоратор,
- Мирный,
- СНТ Михайловское,
- СНТ им. Мичурина,
- СНТ Мичуринцев,
- СПК Модуль,
- СНТ Монтажник,
- Моховая поляна,
- Невский,
- Новосиликатный,
- Nord,
- СНТ Обь-3,
- СТ Озёрное,
- Озёрный,
- Олимпийский,
- Осипенко,
- Победный,
- Поток,
- СНТ Поток,
- СНТ Ракета,
- ДНТ Речник,
- СНТ Росинка,
- садовые участки (Усть-Лосиха),
- СНТ Сельский строитель,
- СНТ Сибирский Садовод,
- СНТ Силикатчик,
- Солнечная поляна,
- Солнечный,
- Спутник,
- Средние Черёмушки,
- Стахановский,
- СНТ Текстильщик,
- СНТ Трансмаш,
- СНТ Трансмашевец,
- Урожайный (Сулима),
- Уютный,
- СНТ Фиалка,
- Чайка,
- Червонный,
- Янтарный,
- Квартал 953А,
- Квартал 2000,
- 2001а,
- 2002,
- 2002а,
- 2003,
- 2007,
- 2008,
- 2009,
- 2011,
- 2014,
- 2023,
- 2032,
- 2033,
- 2035,
- 2036,
- 2037,
- 2038,
- 2039,

.

## Сельские администрации
Трём внутригородским районам Барнаула подчинены 4 сельских (поселковых) администраций Власихинская с.а. (Индустриальному району), Научногородокская с.а. (Ленинскому району), Лебяжинская и Южная п.а. (Центральному району). Им подчинены 24 сельских населённых пункта и 1 посёлок городского типа. 
Первоначально были образованы 5 сельских (поселковых) администраций: помимо выше перечисленных, была также Центральная с.а. (подчинявшаяся Центральному району). С 30 октября 2020 года количество сельских (поселковых) администраций Барнаула (после расформирования Центральной сельской администрации) сократилось до 4.

## Населённые пункты
Городу Барнаулу (его районам и сельским или поселковым администрациям) подчинены 1 посёлок городского типа и 24 сельских населённых пункта, вместе с которыми он образует муниципальное образование город Барнаул со статусом городского округа.
| №     | Населённый пункт               | Тип населённого пункта | Население | район                | поселковая (сельская) администрация       |
| ----- | ------------------------------ | ---------------------- | --------- | -------------------- | ----------------------------------------- |
| 1e-06 | Барнаул                        | город                  | ↗621 598  |                      |                                           |
| 1     | Бельмесёво                     | посёлок                | ↗4341     | Центральный район    | Южная п.а. (ранее Центральная с.а.)       |
| 2     | Берёзовка                      | посёлок                | ↗537      | Ленинский район      | Научногородокская с.а.                    |
| 3     | Борзовая Заимка                | посёлок                | ↘2229     | Центральный район    | Южная п.а.                                |
| 4     | Власиха                        | село                   | ↗12 973   | Индустриальный район | Власихинская с.а.                         |
| 5     | Власиха                        | станция                | ↘57       | Индустриальный район | Власихинская с.а.                         |
| 6     | Гоньба                         | село                   | ↗2293     | Ленинский район      | Научногородокская с.а.                    |
| 7     | Железнодорожная Казарма 242 км | станция                | ↘110      | Центральный район    | Лебяжинская с.а.                          |
| 8     | Железнодорожная Казарма 250 км | станция                | ↘33       | Центральный район    | Лебяжинская с.а. (ранее Центральная с.а.) |
| 9     | Железнодорожная Казарма 253 км | станция                | →5        | Центральный район    | Лебяжинская с.а. (ранее Центральная с.а.) |
| 10    | Землянуха                      | посёлок                | ↘82       | Ленинский район      | Научногородокская с.а.                    |
| 11    | Казённая Заимка                | посёлок                | ↗3100     | Ленинский район      | Научногородокская с.а.                    |
| 12    | Конюхи                         | посёлок                | →18       | Центральный район    | Южная п.а. (ранее Центральная с.а.)       |
| 13    | Лебяжье                        | село                   | ↘4568     | Центральный район    | Лебяжинская с.а.                          |
| 14    | Лесной                         | посёлок                | ↗3278     | Индустриальный район | Власихинская с.а.                         |
| 15    | Мохнатушка                     | посёлок                | ↘262      | Центральный район    | Лебяжинская с.а. (ранее Центральная с.а.) |
| 16    | Научный Городок                | посёлок                | ↗3005     | Ленинский район      | Научногородокская с.а.                    |
| 17    | Новомихайловка                 | посёлок                | ↗1304     | Индустриальный район | Власихинская с.а.                         |
| 18    | Плодопитомник                  | посёлок                | →683      | Центральный район    | Южная п.а.                                |
| 19    | Ползуново                      | станция                | ↗332      | Центральный район    | Южная п.а.                                |
| 20    | Пригородный                    | посёлок                | ↗3025     | Индустриальный район | Власихинская с.а.                         |
| 21    | Садоводов                      | посёлок                | ↗1774     | Центральный район    | Южная п.а.                                |
| 22    | Центральный                    | посёлок                | ↗4478     | Центральный район    | Лебяжинская с.а. (ранее Центральная с.а.) |
| 23    | Черницк                        | посёлок                | ↗822      | Центральный район    | Лебяжинская с.а. (ранее Центральная с.а.) |
| 24    | Южный                          | пгт                    | ↘18 098   | Центральный район    | Южная п.а.                                |
| 25    | Ягодное                        | посёлок                | ↗1188     | Центральный район    | Лебяжинская с.а. (ранее Центральная с.а.) |

## История
Постановлением Президиума Барнаульского горсовета 9 февраля 1938 года в Барнауле были образованы 3 района: Железнодорожный, Центральный и Октябрьский. 31 марта 1972 года путём выделения частей Железнодорожного и Октябрьского районов был образован новый, Ленинский район города. Указом Президиума Верховного Совета РСФСР 5 апреля 1978 года за счёт отделения жилого сектора от Железнодорожного и Ленинского районов города Барнаула был создан пятый район — Индустриальный.